# Астерикс в Британия
Астерикс в Британия e петият анимационен филм за комиксовия герой Астерикс. Сюжетът проследява са военната кампания на Юлий Цезар срещу бритите, тъй като те помагали на своите родственици галите в борбата им срещу Рим. Местните воини имат навика да пият следобедна гореща вода (първоначалния вариант на чая) и да почиват през уикенда (т.е. в събота и неделя), но Цезар ги напада в 14 ч., малко преди обичайното им време за гореща вода – 17 ч. Така Рим завладявя острова с изключение на едно селце. На помощ на своя бритски братовчед Бречеторакс се притичва галът Астерикс.
1. 1 2 3  Astérix chez les Bretons (1986) //   Посетен на 7 януари 2023 г. (на френски)